# Ходырев, Геннадий Максимович
Генна́дий Макси́мович Ходырев (род. 23 сентября 1942, Темиргоевская, Краснодарский край) — советский и российский государственный деятель, первый секретарь Горьковского обкома КПСС (1988—1991), губернатор Нижегородской области (2001—2005), министр Российской Федерации по антимонопольной политике (1998—1999).

## Биография
Родился 23 сентября 1942 года в станице Темиргоевская Темиргоевского района Краснодарского края. В семье колхозника. Окончил Ленинградский механический институт по специальности «инженер-механик» в 1966 году, Академию общественных наук при ЦК КПСС.

### Трудовая деятельность
Трудовую деятельность начал в 1958 году токарем на Курганском сахарном заводе. С 1966 по 1970 год — инженер-технолог, старший инженер-технолог, начальник участка, секретарь комитета ВЛКСМ Горьковского машиностроительного завода.
С 1970 по 1974 год — первый секретарь Московского райкома ВЛКСМ г. Горького. С 1974 по 1981 год — начальник сборочного цеха, затем заместитель секретаря, секретарь парткома Горьковского машиностроительного завода.

### Политическая деятельность

#### СССР
С 1981 года — на партийной работе в г. Горьком. С 1983 по 1987 год работал инструктором, заместителем заведующего Отделом организационно-партийной работы ЦК КПСС.
С декабря 1986 по июнь 1988 года — второй секретарь, с 16 июня 1988 до запрета партии 6 ноября 1991 года — первый секретарь Горьковского обкома КПСС (до марта 1990 фактический глава области), одновременно с 4 апреля 1990 года по август 1991 года — председатель Горьковского областного Совета народных депутатов.
Депутат Горьковского (Нижегородского) областного Совета (1990—1994 гг.). Народный депутат СССР (1989—1991) от Павловского территориального округа № 163 Горьковской области, член депутатской группы коммунистов и депутатской группы «Союз».
После провала ГКЧП и запрета КПСС ушёл с постов председателя Горьковского областного Совета и первого секретаря обкома.

#### Россия
С 1991 года по 1995 год — руководитель Нижегородского филиала «МИР» АО «Союз». С 1994 по 1995 год — президент Торгово-промышленной палаты Нижегородской области.
С 1995 по 1998 год — депутат Государственной Думы второго созыва от Семеновского избирательного округа № 121 Нижегородской области. Состоял во фракции КПРФ, был членом Комитета по экономической политике. Сложил полномочия депутата в октябре 1998 года в связи с переходом в правительство.
В июле 1997 года баллотировался на губернаторских выборах в Нижегородской области, но уступил победу бывшему мэру г. Нижнего Новгорода Ивану Склярову.
С 28 октября 1998 года по 12 мая 1999 года — министр РФ по антимонопольной политике и поддержке предпринимательства в кабинете Примакова, вышел в отставку после роспуска правительства. C июня по ноябрь 1999 года снова работал президентом Торгово-промышленной палаты Нижегородской области.
В декабре 1999 года был избран депутатом Государственной Думы РФ третьего созыва по Дзержинскому одномандатному избирательному округу № 119 Нижегородской области, выдвигался непосредственно избирателями. Был членом фракции КПРФ, членом Комитета по промышленности, строительству и наукоемким технологиям.
В 2001 году вновь баллотировался кандидатом на пост губернатора Нижегородской области, в первом туре выборов 15 июля занял первое место среди пяти кандидатов (24,44 % голосов), во втором туре 29 июля, набрав 59 % голосов, одержал победу над действующим губернатором Иваном Скляровым (27 % голосов) при 35-процентной явке избирателей. 8 августа состоялась инаугурация.
В июле 2001 года заявил о приостановлении членства в КПРФ на время исполнения губернаторских обязанностей. Также он заявил, что на посту главы региона он будет руководствоваться интересами не Компартии, а президента Путина.
В августе 2001 года занял также должность председателя правительства Нижегородской области (по сообщениям печати на «переходный период» сроком на один год).
28 мая 2002 года официально заявил о выходе из КПРФ в знак протеста против исключения из партии спикера Госдумы Г. Селезнёва, а также депутатов Н. Губенко и С. Горячевой. Спустя несколько дней был исключён из партии «за действия, дискредитирующие партийную организацию, нанёсшие ущерб репутации Компартии и несовместимые со званием коммуниста».
За время нахождения на своём посту Ходыреву не удалось улучшить социально-экономическое положение региона. В апреле и июне 2005 года депутаты областного Законодательного собрания призывали его досрочно сложить полномочия и заявили, что не будут утверждать его на второй срок в случае внесения его кандидатуры, даже под угрозой роспуска.
8 августа 2005 года по представлению президента РФ Владимира Путина новым губернатором Нижегородской области депутатами областного Законодательного Собрания был единогласно утверждён вице-мэр Москвы Валерий Шанцев. После отставки с поста губернатора, Ходырев отказался от всех предложенных ему постов, в том числе от должности помощника полпреда Президента РФ в Приволжском федеральном округе и от поста члена Совета Федерации.
Проживает в Москве. По данным на декабрь 2010 года занимал должность помощника Руководителя Администрации Президента России.

## Награды
- Орден Трудового Красного Знамени[1][3]
- Почётная грамота Правительства РФ (6 июля 1999)[1][2]
- медали[2][12]  "За трудовую доблесть, "За трудовое отличие" и "За отвагу на пожаре"[19]

## Семья
Женат вторым браком, имеет двоих детей от первого брака. Его вторая супруга Гуля Ходырева подозревалась в организации незаконной допэмиссии акций Новомирского ГОКа и в 2006 году была объявлена в розыск. В итоге с Ходыревой сняли все обвинения, Канавинским районным судом г. Нижнего Новгорода под председательством судьи Рябова Н. Н. с участием государственного обвинителя Минюхина Н. К. рассмотрено уголовное дело в отношении соучастников-сотрудников местного Дорожного фонда и бывшего директора Новомирского ГОКа.